# Rhene
Die Rhene (nicht zu verwechseln mit der nahen, kürzeren Rhena) ist ein knapp 15 km langer, rechter bzw. südlicher Zufluss der Diemel im Landkreis Waldeck-Frankenberg in Hessen und im Hochsauerlandkreis in Nordrhein-Westfalen (Deutschland).

## Verlauf
Die Rhene entspringt im Nordwestteil Nordhessens bzw. im Ostteil des Uplands, dem nordöstlichen Ausläufer des Rothaargebirges. Ihre Quelle befindet sich rund 1,6 km (Luftlinie) südöstlich von Schweinsbühl am Südwesthang des Widdehagens (634,7 m ü. NHN) im Naturpark Diemelsee auf etwa 550 m Höhe.
Die Rhene fließt im Gemeindegebiet von Diemelsee − anfangs östlich vorbei an Schweinsbühl − in Richtung Nordnordosten durch Benkhausen nach Adorf, um fortan ein Stück vom Ostrand des Naturparks Diemelsee zu bilden und nach Nordnordwesten zu verlaufen. In dieser Gegend fließt sie vorbei am Besucherbergwerk Grube Christiane und danach durch ein zunehmend engeres, tieferes und von bewaldeten Bergen gesäumtes Tal.
Schließlich mündet die Rhene nach Übertreten der Grenze zu Nordrhein-Westfalen etwa 1,1 km (Luftlinie) ostsüdöstlich von Padberg − ohne diesen Marsberger Stadtteil zu erreichen − auf rund 301 m Höhe in die dort von Südwesten kommende Diemel.

## Einzugsgebiet und Zuflüsse
Das Einzugsgebiet der Rhene, zu deren Zuflüssen Aarbach (5,1 km lang) und Bicke (5,1 km) gehören, umfasst 59,297 km².

## Wasserscheide
Das Quellgebiet der Rhene liegt auf der Diemel-Eder/Fulda/Weser-Wasserscheide. Während die Rhene, die am Widdehagen entspringt, nach Norden über die Diemel in die Weser entwässert, fließt das Wasser der Rhena, die am östlichen Nachbarberg Hohen Rade entspringt, in Richtung Süden über Neerdar und Wilde Aa und dann über Orke und Eder nach Osten zur Fulda und schließlich nach Norden in die Weser.